# Pristimantis stipa
Pristimantis stipa é uma espécie de anfíbio anuro da família Strabomantidae. Está presente no Peru. A UICN classificou-a como quase ameaçada.